# Gunnar Hellsten
John Gunnar Hellsten, född 13 januari 1895 i Växjö, död 29 mars 1973 i Helsingborg, var en svensk skolman.
Gunnar Hellsten var verksam som bankman 1914–1926, avlade folkskollärarexamen 1928 och blev 1943 överlärare i Helsingborg. Som en av förgrundsfigurerna inom svensk reformpedagogik var Hellsten bland annat föreläsare vid pedagogiska kurser i samtliga nordiska länder, publicerade ett stort antal fackartiklar och var medlem av redaktionskommittén för Folkskolans läsebok. Hellsten utgav bland annat Arbetsskola – arbetsglädje (2 band, 1936–1937, tillsammans med Arvid Gierow och S. Malmberg) samt Lärobok i näringsgeografi (8 upplagan 1941, tillsammans med Karl Enghoff).